# Sune Sunason (Ille)
Sune Sunason (Ille), född ca 1380, död 1448, var en svensk häradshövding, lagman och riksråd.

## Biografi
Sune Sunason nämns första gången 1402 som häradshövding i Tövsala, dvs. det som senare var Vemo härad i Egentliga Finland. Han använde redan då det frälsevapen som han sedan använde till det att han blev lagman, dvs. en högervänd behandskad arm. Häradsreformen var helt genomförd i Egentliga Finland först 1410 vilket kan förklara att regionens benämning ändrades under Sunes tid. Hans vapensköld hade samma innehåll som riddaren Nils Olofssons vapen. Nils satt räfsteting i Åbo 1405 och i landsrätten 1415, varför Sunes och Nils vägar säkert har korsats. Man har därför antagit att Sune stod i Nils tjänst och upptog hans vapen så som ibland skedde under medeltiden. Sune nämns som häradshövding ännu 1423. År 1407 hörde han till de finländare, flera tidigare frälsemän, som fick motta frälsebrev av kung Erik av Pommern. År 1415 och ännu 1446 satt Sune även i landsrätten. Sune blev 1435 ett av de fyra finska riksråden och nämns som sådan ännu 1439. Efter Finlands lagsagas delning 1435 blev han lagman i Norrfinne lagsaga. Sin  första kända lagmansdom fällde han år 1436. Sune verkade som lagman till 1448 och hans efterträdare Henrik Klasson (Djäkn) nämns som lagman i januari 1449.

## Familj
Som Sune Sunasons far har utpekats först Sune Jönsson (Ramsay), sedan Sune Torgilsson (Äldre svenska frälseätter). I det första fallet har man stött sig på ett förfalskat brev, i det andra fallet är härledningen mycket osäker, till och med otrolig (Eriksson). Det enda man vet med säkerhet om Sunes och hans bröder Olofs och Gregers föräldrar är att bröderna ärvde jord av dem i Prästkulla i Tenala.
Sune har möjligen varit gift med en dotter till väpnaren Kort Bitzer och hans hustru Kristina Magnusdotter vilket skulle förklara hans godsinnehav i Kumo i Satakunta.
Sune Sunasons sätesgård var Sunila i Virmo och därtill hade han Kahiluoto i Vemo, alla i Egentliga Finland. Efter sina föräldrar och sina bröder hade han Prästkulla i Tenala. 

### Barn
- Jeppe Sunason (nämns 1439–1441, härledningen är obestyrkt), tjänare till hövitsmannen på Åbo slott.
- Valborg Sunadotter (1456–1463) till Metsäkylä i Lojo. Hon ärvde Prästkulla och Lill-Kahiluoto efter sina föräldrar. Gift först med Per (möjligen Peter Olsson till Mälkilä i Bjärnå). Gift senare med Bengt Mårtensson (uggla) (11437–1451, hövitsman på Raseborg.
- Anders Sunason (1463), gift. Ärvde efter föräldrarna Sunila och Stor-Kahiluoto.

## Övrigt
- Vapen: en högervänd, beväpnad arm